# Cultura manteña
Los manteños constituyeron una cultura precolombina de la región litoral del Ecuador y fueron quienes, desde sus poblados, contemplaron las naves españolas por primera vez surcando las aguas ecuatoriales del Mar del Sur. Los manteños poblaron las zonas geográficas de la actual Bahía de Caráquez hasta el Cerro de Hojas entre la actual Manta y Portoviejo en el sur de la Provincia de Manabí. La cronología determinada para la cultura se extiende desde aproximadamente el año 600 de nuestra era hasta 1534 cuando Pedro de Alvarado exploró la zona y en 1535, año en que Francisco Pacheco fundó la ciudad de Portoviejo y antes de realizarla hizo un largo recorrido de exploración en sus costas adyacentes. Desarrollaron su cultura en la costa sur de Ecuador, desplegándose desde la Bahía de Caraquez hasta el golfo de Guayaquil, incluyendo la Isla Puná. Incluye tanto a los manteños del norte, es decir la cultura que se asentó alrededor de los ríos Portoviejo y Chone, así como a los manteños del sur, conocidos generalmente como huancavilcas y punáes.

## Orígenes

### Descripción inicial
Las crónicas de las conquistas españolas describen a la cultura manteña como una tribu principalmente de pescadores, con viviendas pequeñas hechas de madera. También destacaban por su construcción de balsas y su artesanía en oro y plata. Su religión se basaba en un culto a la serpiente, el jaguar o puma, y a la diosa Umiña, que estaba representada por una gran esmeralda. En el Cerro de Hojas se encontraron además una serie de sillas o tronos de fines religiosos, alineados de tal forma para que los que se sentaran en ellos pudieran ver tanto el mar como el centro de su tribu en Manta. En cuanto a los manteños del sur, se desarrollaron en la actual península de Santa Elena y el sur de la provincia de Guayas, donde muchos de sus yacimientos arqueológicos están siendo investigados. Compartían cultura con los manteños del norte, lo que se reflejaba en la cerámica, generalmente de tono gris, así como en la técnica de navegación, actividad económica y las deidades que se concentraban en la fertilidad, salud e inundaciones, esto último, en especial relacionado al fenómeno del niño.Por su parte los punaes poblaron la isla Puná, lo que les permitía controlar desde un lugar estratégico todo el Golfo de Guayaquil.
La gente de esta cultura se especializaba en el comercio de metales preciosos y conchas, pero también pescaba y cultivaba peces. El comercio marítimo de esta cultura tuvo gran importancia en el sistema político regional en la zona del cercano Cultura Maya. Llevaban contenedores de piedra negra hechos a mano para el grano en grandes balsas y utilizaban piedras redondas y pesadas para bucear almejas. Existe evidencia de comercio marítimo entre esta cultura y otras culturas en los países de la costa del Pacífico sudamericano como México o Panamá.

## Yacimientos

### Manteños del norte
En la zona de la cultura Manteño-Guancavilca se encontraron alrededor de cuarenta incensarios, muchas veces decorados con una figura entronizada que portaba una vasija en la cabeza. Se desconoce el significado de esta figura, pero puede representar a un líder religioso. Otras vasijas tienen imágenes que representan figuras con peinados de aspecto femenino tomadas de las manos (por los dedos). También se encontraron representaciones de animales como gatos o murciélagos sentados en un trono.
Los arqueólogos han estudiado 57 hectáreas de 3500 en las que se asentaba esta cultura y han encontrado más de 800 objetos arqueológicos. Además, uno de los sitios arqueológicos más importantes de los manteños es el Cerro Hojas Jaboncillo, ubicado cerca de la ciudad de Portoviejo.
La primera investigación científica se llevó a cabo a principios del siglo XX, cuando el profesor Marhsall H. Saville de la Universidad de Columbia empezó a investigar la costa ecuatoriana para obtener piezas arqueológicas para museos de Estados Unidos. Allí descubrió uno de los asentamientos centrales de esta cultura, el Cerro de Hojas-Jaboncillo, junto con una importante serie de sillas monumentales de piedra. La importancia del descubrimiento llevó al New York Times a publicar en septiembre de 1907 la noticia de la aparición de una "nueva civilización" en un artículo titulado "Una raza desconocida encontrada en los trópicos". Otro asentamiento importante que ha sido estudiado es el de Ligüiki, donde se establecía anteriormente una importante pirámide a manera de zigurat. Uno de los límites que divide a los manteños del norte con los manteños del sur fue históricamente la Cordillera Chongon Colonche. Sin embargo por su naturaleza de navegantes fue común la interacción entre ellos lo que se puede ver en sus deidades, su cerámica, sus balsas y la técnica de sus viviendas. 

### Manteños del sur
Está conformado por la cultura de los huancavilcas y punaes. Los primeros poblaron la costa de la península de Santa Elena principalmente, mientras que los segundos ocuparon la isla Puná, con un importante número de habitantes. Respecto a los huancavilcas, desarrollaron su cultura desde (600 d. C.-1530 d. C.), aunque la investigación alrededor de su origen todavía está por confirmares.
Según el arqueólogo Javier Véliz Alvarado, "Los Guancavilcas son más antiguos que los manteños, lo cual fue manifestado por Carlos Zevallos (1995: 252) y esto se puede comprobar cuando analizamos las evidencias culturales que existe en la provincia de Santa Elena, donde tenemos una secuencia que va de la cultura Guangala (500 a. C.-500 d. C.) a la cultura Guancavilca (500-1530), lo que no sucede en la provincia de Manabí, cuando tenemos evidencia de la cultura Bahía (500 a. C.-500 d. C.), pero no tenemos prueba de una transición a la cultura llamada Manteña, lo que nos lleva a pensar que fueron los Guancavilcas quienes se dirigieron al norte de la actual provincia de Santa Elena".
Por otro lado los Punaes fueron muy numerosos y se cree que en el punto más alto de la población de esta cultura, la isla llegó a tener 20.000 habitantes. Se sabe que navegaron a Mesoamérica, por lo que probablemente pasaron por las islas Galápagos, fueron grandes comerciantes y también guerreros. Se desconoce los detalles de su cultura porque los restos arqueológicos no son tan abundantes aunque existe una conocida piedra en forma de lagarto, donde se hacían sacrificios humanos al Dios Tumbal, deidad de la guerra. 
El arqueólogo Jacinto Jijón y Caamaño acuñó la frase "liga de mercaderes" para referirse especialmente a los Manteños, Huancavilcas y Punaes. Asimismo, dentro de las primeras investigaciones hechas por Saville, se refirieron a la cultura manteña y su expansión en base el comercio y en los excedentes de las cosechas. Se conoce que a través de sus navegaciones habrían llegado hasta el Golfo de California, donde sería el último lugar que contiene la concha spondylus, e intercambiarían sus productos con culturas de Perú y Chile.  
Esta tradición comercial se mantiene hasta la actualidad y el puerto de Manta, ciudad heredera de Jocay basa su economía en el comercio y la pesca industrial. Para conmemorar esta tradición existe una “fiesta del comercio”.

## Mitología

### Umiña
Umiña es una deidad de la cultura manteña, cuyo culto se difundió a lo largo del territorio ecuatoriano durante el periodo de integración, conocido como los señoríos étnicos. Era considerada la diosa de la salud, la fertilidad y la lluvia para cultura manteña y su culto se desarrolló entre los años 500 a. C. - 1500 d. C.Su culto se difundió en los andes a través de la cultura caranqui, quienes adoraban a la esmeralda.  

### Tumbal

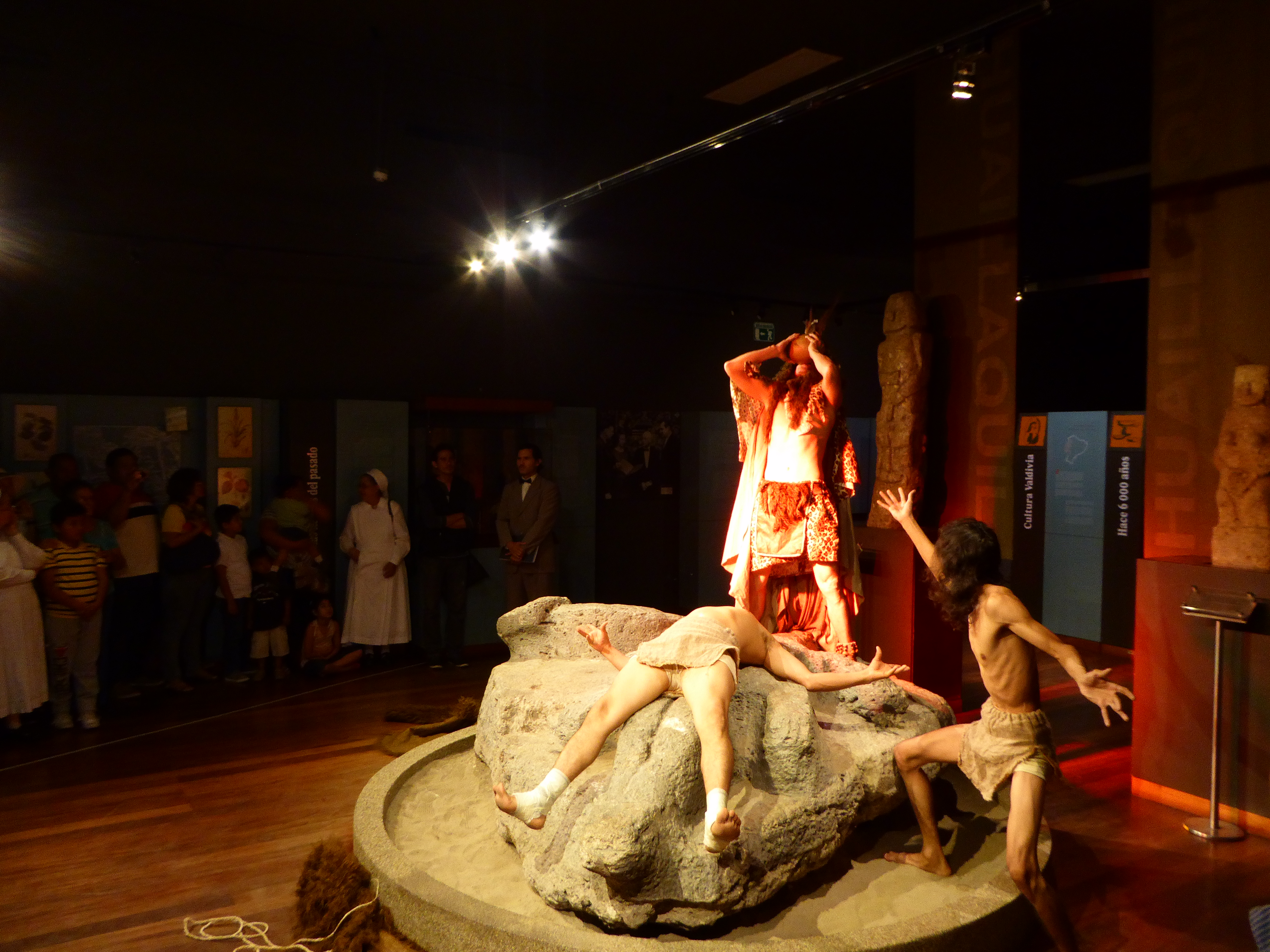
Representación de un sacrificio a Tumbal

El dios Tumbal es característico de los indígenas Punaes por ser la deidad de la guerra. Para ello construyeron un megalitoy es llamado Altar Ceremonial o también Piedra de los Sacrificios. Destaca por ser un megalito aborigen único en la historia prehispánica de Ecuador. Pesa cerca de tres toneladas y fue llevada a Guayaquil en 1904. Durante estos años en los que se desarrollaron las primeras investigaciones arqueológicas en Ecuador, el científico Max Uhle al enterarse de aquello visitó la isla apuntando algunas cosas sobre dicha piedra como su origen marino, que fue tallada en ese lugar. En la actualidad se cree que esta piedra se asemeja en su forma a la misma isla Puná, a manera de un mapa. El lagarto con su extensión marca los dos extremos de la isla, que sería Puerto Tucú en lo que ahora es Puná Nueva y Estancias del Cacique lo que fue Puná Vieja. Además de estas investigaciones también existen muchas crónicas de los españoles sobre esta cultura porque fueron importantes durante la conquista y protagonistas durante la Audiencia. Por esta razón se llegó a crear encomiendas que fueron asignadas a los caciques locales. 

### Sacachún
Era típico de esta cultura la vasija con un rostro humano tallado en el cuello del recipiente. Los Huancavilcas se distinguieron por sus esculturas en piedra, por lo que construyeron varios monolitos que después formaban parte de sus ritos que en general estaban relacionados con la lluvia, la fertilidad y la salud. Este culto era además compartido con los Manteños, quien habían deificado a Umiña con este mismo propósito. Además de esto, los textiles fueron muy importantes, al igual que la metalurgia. Trabajaron el cobre, elaborando las “hacha-moneda”, las hachas gigantes -que pesaban hasta 20 kilos cada una-, cinceles, pequeños artefactos como agujas, anzuelos de pesca, cascabeles, etc. Las hachas moneda sirvieron como medio de cambio, al igual que la concha espóndilus que era un objeto sagrado por lo que fue encontrada en otras culturas como en los entierros en la necrópolis de los Quitus, o en la laguna de la culebrillas de los Cañari. Por otro lado, la orfebrería alcanzó un alto grado de desarrollo técnico y un símbolo de los huancavilcas es justamente una máscara hecha en oro. 
En la actualidad la mayoría de los monolitos construidos por los huancavilcas se encuentra en Santa Elena, y pueden ser visitados entre los que se encuentran:
- Monolito de "San Biritute"
- Monolito de "Sube y Baja"
- Monolitos de "Cirilo y Cirila"
- Monolito de "Juntas del Pacífico"
- Monolito de "Limoncito"
- Monolito de "Chongon"

### Animales sagrados

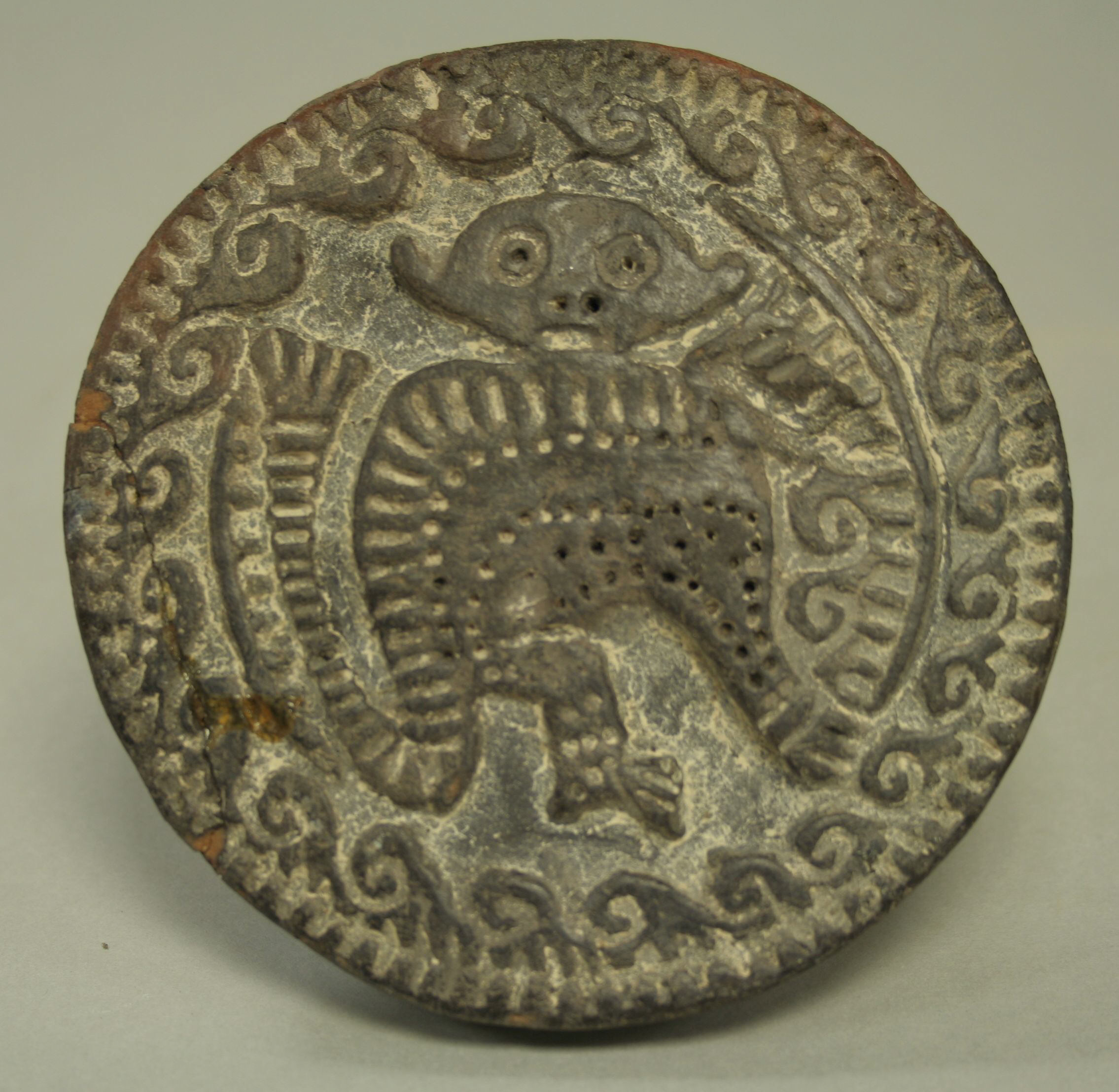
Representación de un jaguar en un sello manteño.

Además del culto a Umiña, los manteños se caracterizaron por adorar a varios animales y al mar en general. Dentro de los animales que eran adorados se encuentran los jaguares, la serpiente, el venado, los zorros, los pumas, los pelícanos, el cocodrilo. Este culto a los animales era difundido en todos los señoríos étnicos de Ecuador. Los cañaris por ejemplo adorarían a la serpiente y la guacamaya, los quitus adoraban al puma, los punaes hicieron un altar sacrificial con un alto relieve de un cocodrilo y jaguar. El culto al jaguar estaba probablemente influenciado por el culto de Mesoamérica. El cocodrilo asimismo era un animal sagrado en los pueblos precolombinos de Costa Rica. Uno de los lugares sagrados de los Manteños era la isla de la Plata, donde era común hacer sacrificios. Por otro lado, la isla de Salango era donde los manteños pescaban conchas spondylus que era importante para el intercambio comercial, así como para las ofrendas sacrificiales en los distintos templos tanto de Mesoamérica como de las culturas Chimú. Este panteísmo era usualmente representado en su cerámica, en la decoración de sus cuerpos, de las velas de sus balsas y además en los tronos de las famosas sillas en U.

## Sociedad

### Navegación

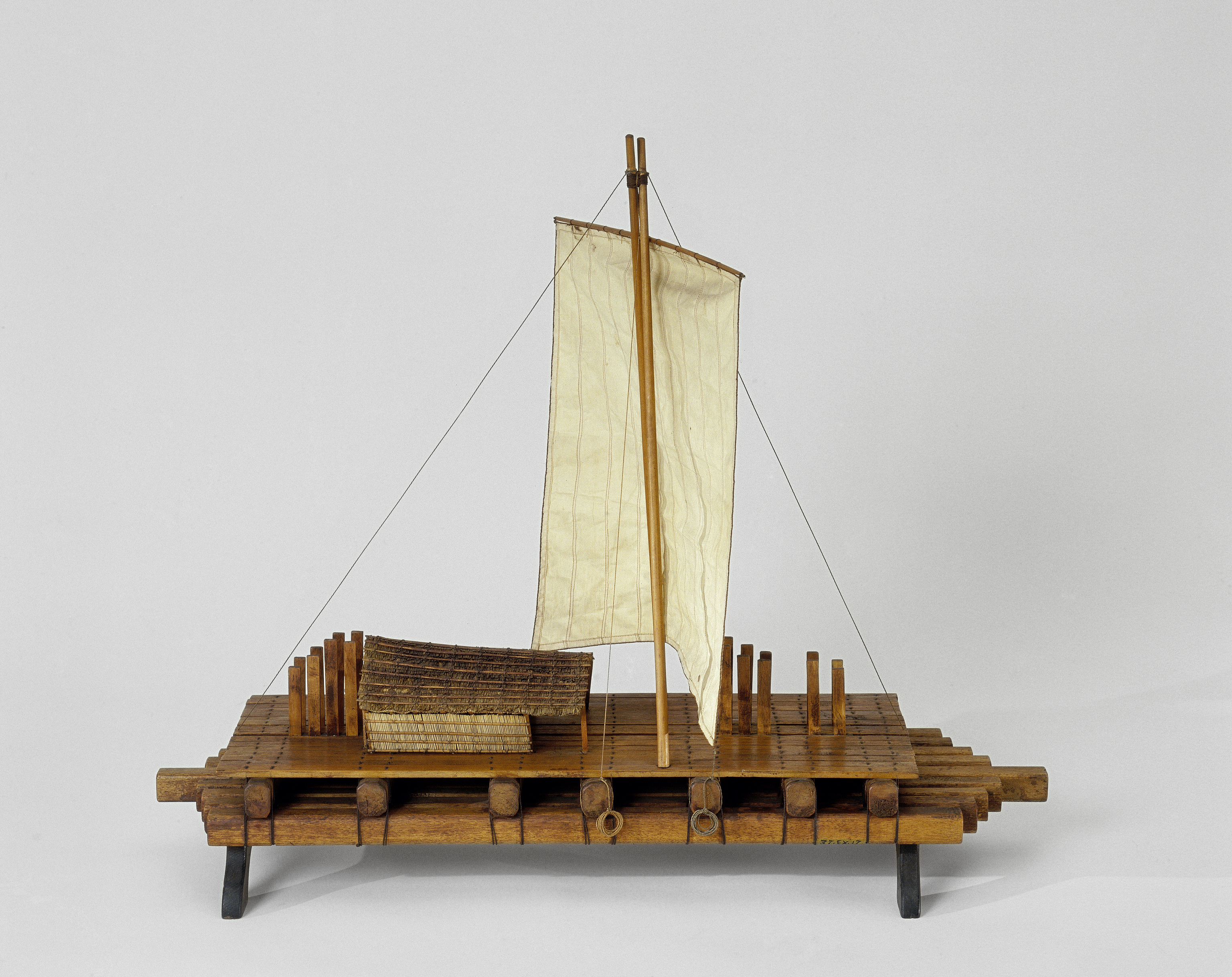
Representación de una Balsa manteña

Los manteños al igual que los Huancavilcas y Punaes eran grandes navegadores y se caracterizaron por usar una balsa construida con madera del litoral para navegar hacia Mesoamérica y la costa de Perú. A través de ello tuvieron relaciones comerciales intensas y hacían uso de la concha spondylus como medio de cambio, así como también de las hachas moneda. Para la navegación tomaban en cuenta las corrientes marinas dado que en el litoral donde vivían se podía acceder tanto a la corriente de El Niño como la de Humboldt. Dependiendo del mes del año. Esto además tenía importancia por los sucesivos fenómenos de El Niño que ocurrían al final del año, aunque con una frecuencia irregular. La navegación que les permitió comerciar hizo que accedan a productos de otras latitudes, especialmente las mantas de lana y algodón que accedían intercambiándolas por mullos o concha spondylus que era abundante en la isla de Salango. Este patrón se mantuvo después de la conquista, cuando fueron asimilados al imperio español.

### Arquitectura
La arquitectura que caracterizó a los manteños se basa en la construcción a base de bambú de esta área, conocida generalmente como caña. La recuperación de esta arquitectura fue parte de un proyecto en 2015 que buscó revalorizarlas como parte del patrimonio cultural de Ecuador. Para ello se llevaron a cabo investigaciones en el asentamiento de Ligüiki, que tiene un total de 200 hectáreas y que estaba todavía por estudiar a profundidad. Acá se logró identificar una gran "tola" que tiene forma de zigurat y había sido descrita por Benzoni en el siglo XVI, como una "pirámide de la región central". Esta se levantaba sobre un área donde ahora se ha logrado identificar una necrópolis. Se cree que hubo asentamientos en este lugar desde los años 350 d. C. hasta el siglo XVI d. C., lo que es testimonio de la centralidad de esta locación y la importancia para la cultura manteño. Además se han llevado a cabo descubrimientos de restos de animales y materiales vinculados a la pesca que se han recuperados. Entre los hallazgos se encuentran anclas de piedra, anzuelos, pesas de red. Esto estrecha aún más el vínculo entre los manteños y el mar.

### Diversidad sexual
Gracias a las crónicas de Pedro Cieza de León, Gonzalo Fernández de Oviedo, Garcilaso de la Vega, Agustín de Zárate y Girolamo Benzoni, se conoce que la homosexualidad era practicada de forma mucho más abierta entre los huancavilcas en comparación con el resto de pueblos indígenas que encontraron los invasores españoles al momento de la colonización. Algo común en estos registros es el contraste entre la aceptación de la que gozaban estas relaciones en la población huancavilca y el rechazo que expresaron los cronistas para referirse a ellas. Un ejemplo de esto son las crónicas de Garcilaso de la Vega, quien se refirió a las prácticas homosexuales de los huancavilcas como un «vicio», o las de Girolamo Benzoni, quien se refirió a ellos como «sucios sodomitas».

## Economía

### Corrales marinos

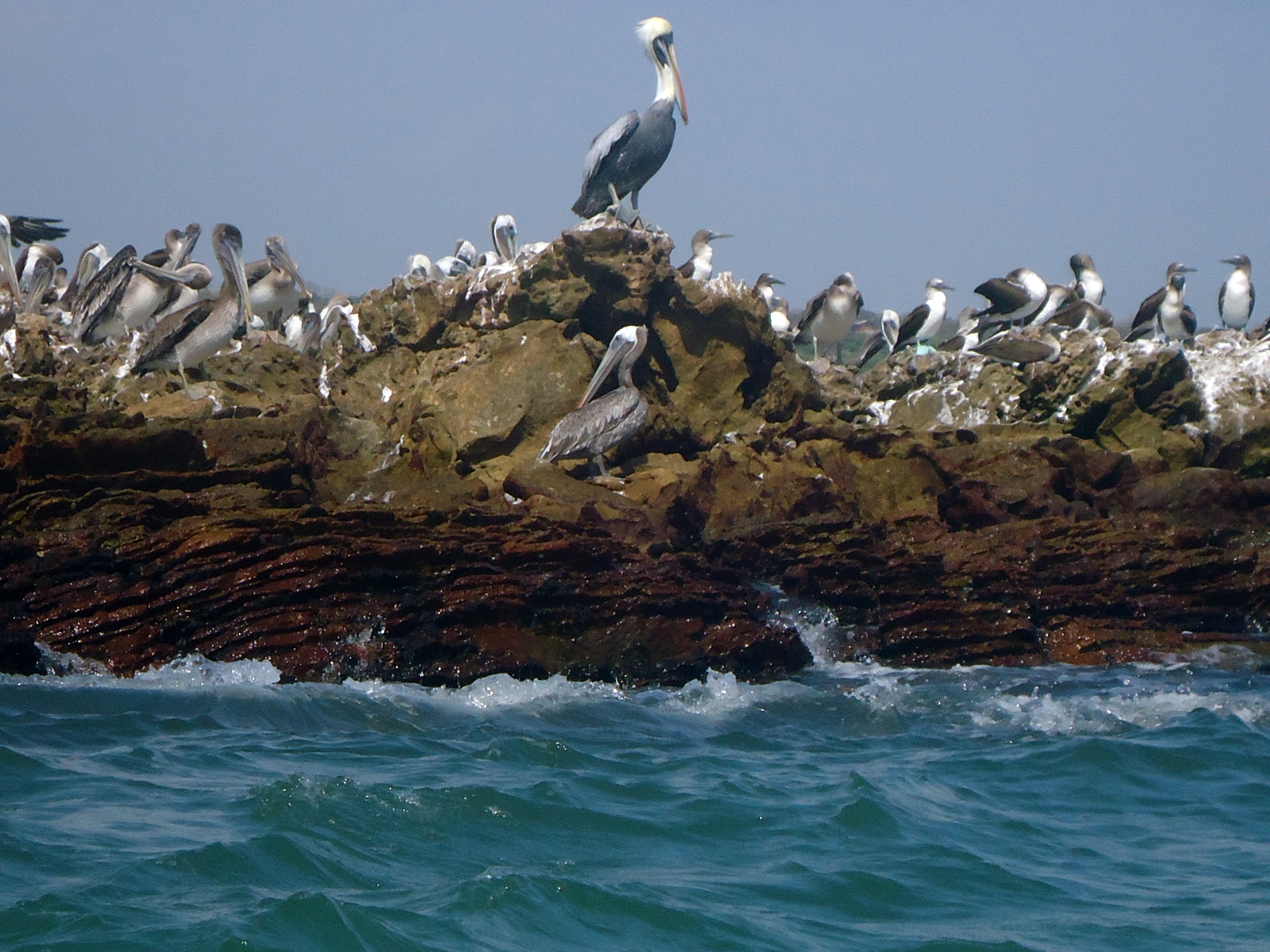
Pelícanos en la Isla Puná, animal sagrado para los pescadores

Igualmente en Ligüiki se encontraron corrales marinos, es decir una serie de estructuras que tienen en el extremo de sus vértices superiores una abertura que servía para la pesca. Se conjetura que una parte de este corral tenía un espacio de cierre, que se lo hacia a través de vegetación o fragmentos de cuero. Esto a su vez ha sido comparado con otros corrales marinos como es el caso de Rota en Cádiz. En este caso la obstrucción de la salida de agua se realizaba con un entramado de restos de viñas. Se cree que estos corrales tenían como objetivo el atrapar los peces a manera de trampa pero además de esto servían como un elemento de control hídrico.
Esta tradición se mantiene hasta la actualidad y estas técnicas son usadas por pescadores artesanales tanto para el marisqueo como para la pesca del pulpo. Estos descendientes de los manteños en la actualidad conforman lo que se conoce en Ecuador como el pueblo cholo, o también los cholos pesqueros.Los pelícanos, al tener un buche que se agrandaba al momento de pescar era el modelo que tenían los pescadores para construir las redes. Al acompañar siempre en las actividades pesqueras, esta ave era considerada sagrada y fue representada frecuentemente en sellos manteños.

### Salinas
Arqueológicamente la sal marca un antes y después en el desarrollo de las culturas. Su extracción uso en los alimentos, ceremonias y comercio es un indicador de desarrollo. Se sabía, según crónicas de Requena, que la sal de los andes de Ecuador había sido llevado desde la costa "desde tiempos de los indios". Específicamente los yacimientos de sal se encontraban en la Isla Puná y Santa Elena, importantes acentamientos huancavilcas y punaes se habían emplazado en estos lugares estratégicos. Las salinas junto con los árboles tanto el mangle como los maderables para la construcción de balsas eran la base de la economía. Sin embargo el uso de la sal era importante y se ha encontrado en cerámicas en los distintos yacimientos arqueológicos de la península de Santa Elena. El comercio con los andes, se llevaba a cabo a través de la cultura Milagro Quevedo, también conocido como los chonos, por los cronistas. 

### Comercio

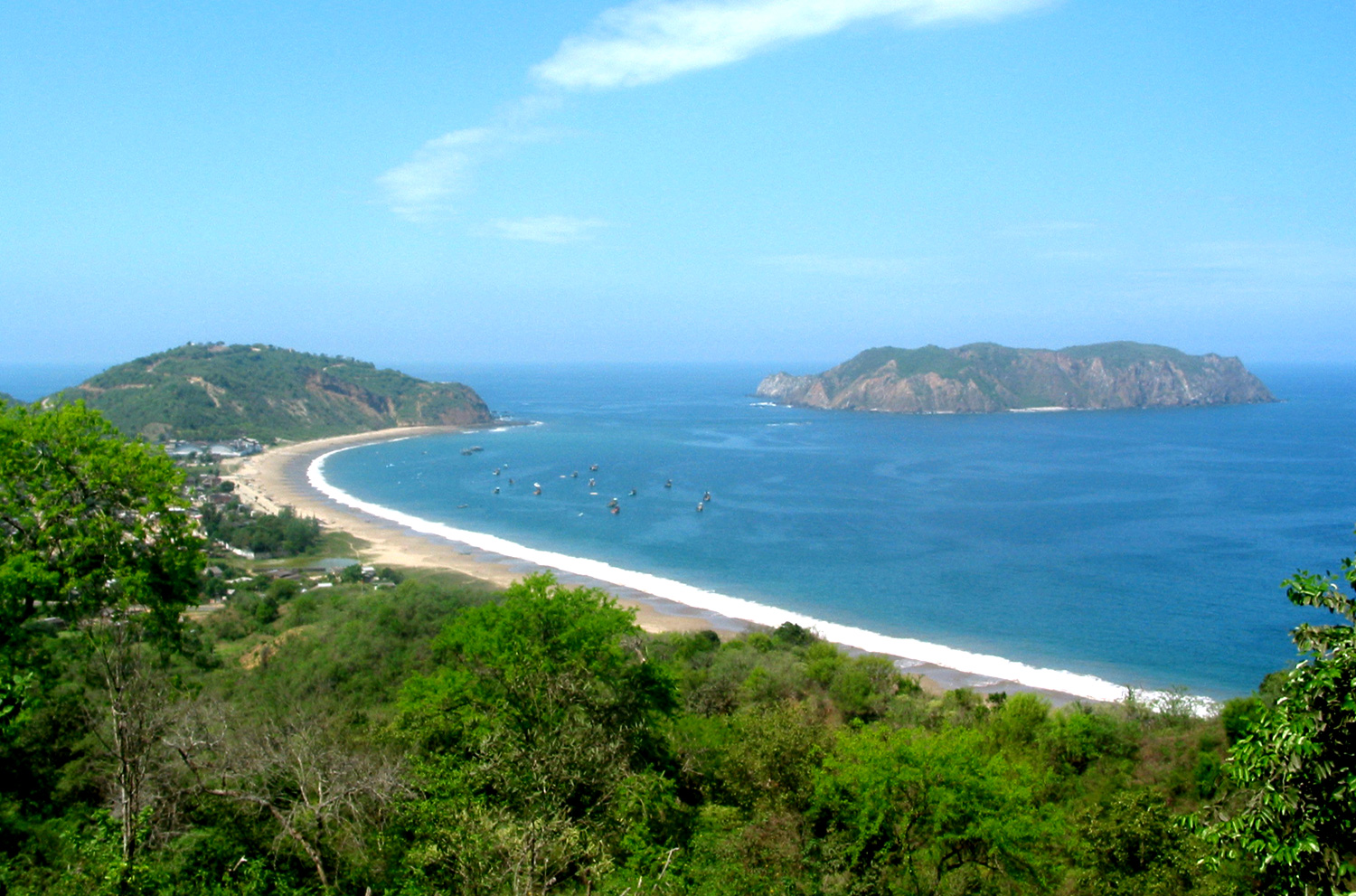
Isla Salango en el Parque Nacional Machalilla, en el final de la Cordillera Chongón Colonche

El intercambio comercial giraba alrededor de la concha Spondylus que se encontraba desde el Golfo de California al Golfo de Guayaquil. En concreto en el territorio Manteño, uno de los epicentros para la pesca de este molusco estaba en la isla de Salango, que lleva al nombre del cacique Salango. Esta concha que era apetecida en los pueblos del pacífico, también era muy valorada en los andes. A través de la cultura Milagro Quevedo quienes dominaban la cuenca del río Guayas y hacían de intermediarios, se vendía la concha spondylus a las culturas de los andes ecuatoriales como eran los Puruhá, Cañarí, Quitu y Caranqui. En concreto se encontraron tumbas enteras con dioramas hechos de concha spondylus, lo que es una muestra de su importancia para estas culturas y como los manteños eran la base para este intercambio. A cambio se obtenían productos agrícolas. Por su parte la Cultura Milagro Quevedo que funcionaba de intermediaria a través de este comercio podía obtener el cobre de los Cañaris y el Oro de la Cultura Cayapa y Tacames, con lo que después desarrollaba la orfebrería. Para los manteños por su parte no solamente era dinero o objeto sagrado, también funcionaba de oráculo, dependiendo del cambio de la temperatura del océano, el número de conchas variaba lo que funcionaba como un indicador de que el fenómeno de El Niño podía ocurrir. Esto era importante para los manteños del sur también que en conjunto eran la "Liga de mercaderes de la costa ecuatoriana" como fueron nombrados por Jijón y Caamaño y quienes buscaban:

Mantener el control de este tráfico implementaron un manejo económico de este valor-moneda primitivo y valor-tesoro que perduró a través de la historia prehispánica como dos sistemas de intercambio, uno predominantemente andino y otro mesoamericano, los que sirven para explicar de una manera explícita ciertas similitudes culturales entre las dos áreas que tanto han preocupado a los americanistas a través de los tiempo.
Jorge G. Marcos - Intercambio a larga distancia en América: el caso del spondylus

## Cerámica

### Representaciones antropomorfas
Las representaciones antropomorfas de los manteños ayudan a entender cómo se desarrollaba la sociedad, así como la autopercepción que tenía esta cultura. Era común el adornar el cuerpo con sello, lo que a su vez se replicaba en las cerámicas. Estos sellos tenían patrones simbólicos que aún se está descifrando. Además las personas usaban comúnmente narigueras grandes para mostrar jerarquía y se perforaban las orejas, tanto en hombres como mujeres. La cabeza usualmente no era representada con cabello y más bien su tamaño era más grande de lo normal, ya sea porque se adornaba con alguna especie de corona, o por deformación, algo que pudieron haber heredado de otras culturas más antiguas que habitaron el mismo territorio como sería la cultura Machalilla, especialmente una de las más antiguas de Ecuador, la cultura Valdivia. El tono de la cerámica manteña se caracteriza por su tono gris, que se debe tanto al material como a la forma de cocción de la misma.

### Sellos y estelas
Era frecuente la construcción de estelas y sellos. La diferencia entre ellos era que las estelas servían como decoración en sí misma, mientras que los sellos eran un medio para decorar el cuerpo, en general. Estos sellos tenían un diseño que normalmente era único y hecho de manera individual con una carga simbólica intencional. La forma en la que se marcaba era a través del uso de tinta y la presión contra el cuerpo para desenrollar la imagen o patrón que se había construido en el sello. Otra cosa que diferenciaba a las estelas de los sellos era el tono de las mismas. Aunque existen excepciones a las reglas, los sellos tenían a ser hechos de manera distinta por lo que el color de los mismos era más marrón y muchas veces tendía al tomate, como una especie de cerámica común y corriente. 

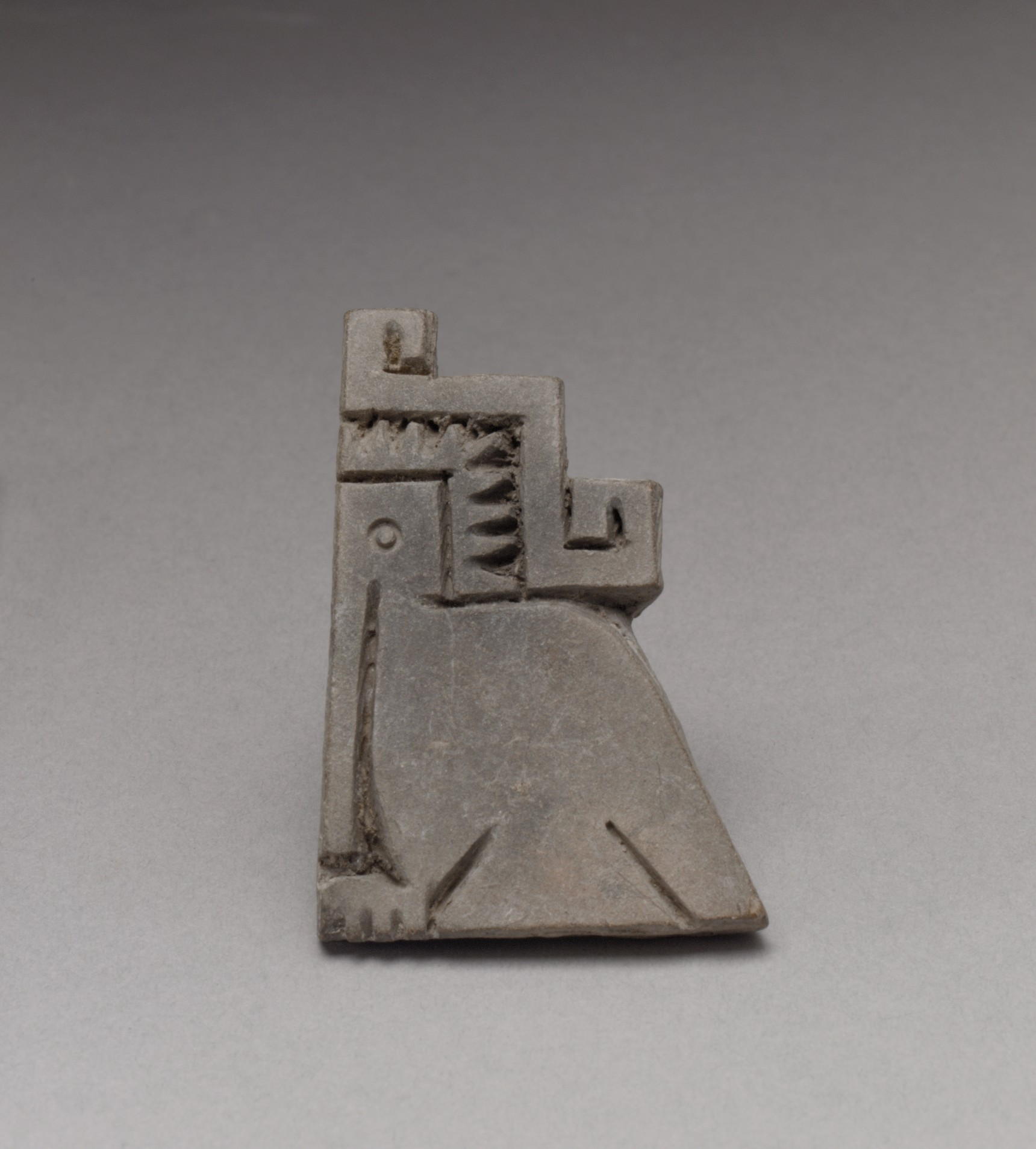
Sello plano representando un pelícano

Por otra parte las estelas, al igual que las vasijas y representaciones antropomorfas tendían a tener el color característico gris oscuro. Aunque cuando las estelas eran grandes era común que se las haga en piedra por lo que su color era gris claro, presentando menos precisión en los detalles que en la cerámica. Por último los sellos también podían ser planos, a diferencia de los clásicos sellos cilíndricos y era común que sirva para adornar los cuerpos, con el mismo propósito. 
Tanto sellos como estelas, sin embargo tenían una carga simbólica importante y eran muchas veces usados para pintar el cuerpo con patrones que mostraban jerarquía. Dentro de las representaciones simbólicas, es común encontrar en repetidas ocasiones a Umiña, como una gema en forma de cuadrilátero, generalmente rombo y con un punto en el centro. También se representaban los animales que eran sagrados para los manteños como los pelícanos, jaguares, zorros, entre otros. Esto se repetía en el resto de representaciones manteñas como en las sillas en U, que era común que presenten representaciones de jaguares, o también en las vasijas, e incluso más importante en los sellos que decoraban los cuerpos de las representaciones antropomorfas de la cerámica manteña. En la actualidad estos patrones han inspirado el arte y la decoración urbanística y han sido replicados en las regeneraciones urbanas que se han hecho en las ciudades de Portoviejo y Manta. En la primera de ellas, tanto los adoquines de las veredas como las macetas de las plantas replican estos patrones y mantienen viva la estética manteña hasta la actualidad. 